# Operclipygus arnaudi
Operclipygus arnaudi es una especie de insecto del género neotropical Operclipygus de la familia Histeridae, orden Coleoptera.

## Historia
Fue descrita científicamente por Dégallier en 1982.